# Aphodius comma
Aphodius (Chilothorax) comma – gatunek chrząszcza z rodziny poświętnikowatych i podrodziny plugowatych.
Gatunek ten opisany został w 1892 roku przez Edmunda Reittera.
Mały plug o ciele długości od 3,3 do 4,6 mm. Oczy w widoku grzbietowym o średnicy zbliżonej do najmniejszej odległości między krawędzią oka a gulą. Wierzch głowy i przedplecza ciemnobrązowe do prawie czarnych. Zapiersie samców owłosione, a ich paramery stosunkowo krótkie. Golenie przedniej pary odnóży o krawędzi wewnętrznej wklęśniętej.
Chrząszcz palearktyczny, znany z Mongolii, rosyjskiego rejonu transbajkalskiego, północnego Kazachstanu i chińskiej Mongolii Wewnętrznej. Na stepach tej ostatniej należy do 3 dominujących gatunków żuków koprofagicznych.